# ZG Raiffeisen
Die ZG Raiffeisen eG in Karlsruhe ist die landwirtschaftliche Raiffeisen-Genossenschaft für Baden und wurde 1911 als Selbsthilfeorganisation der badischen Landwirte in Freiburg gegründet.

## Geschichte

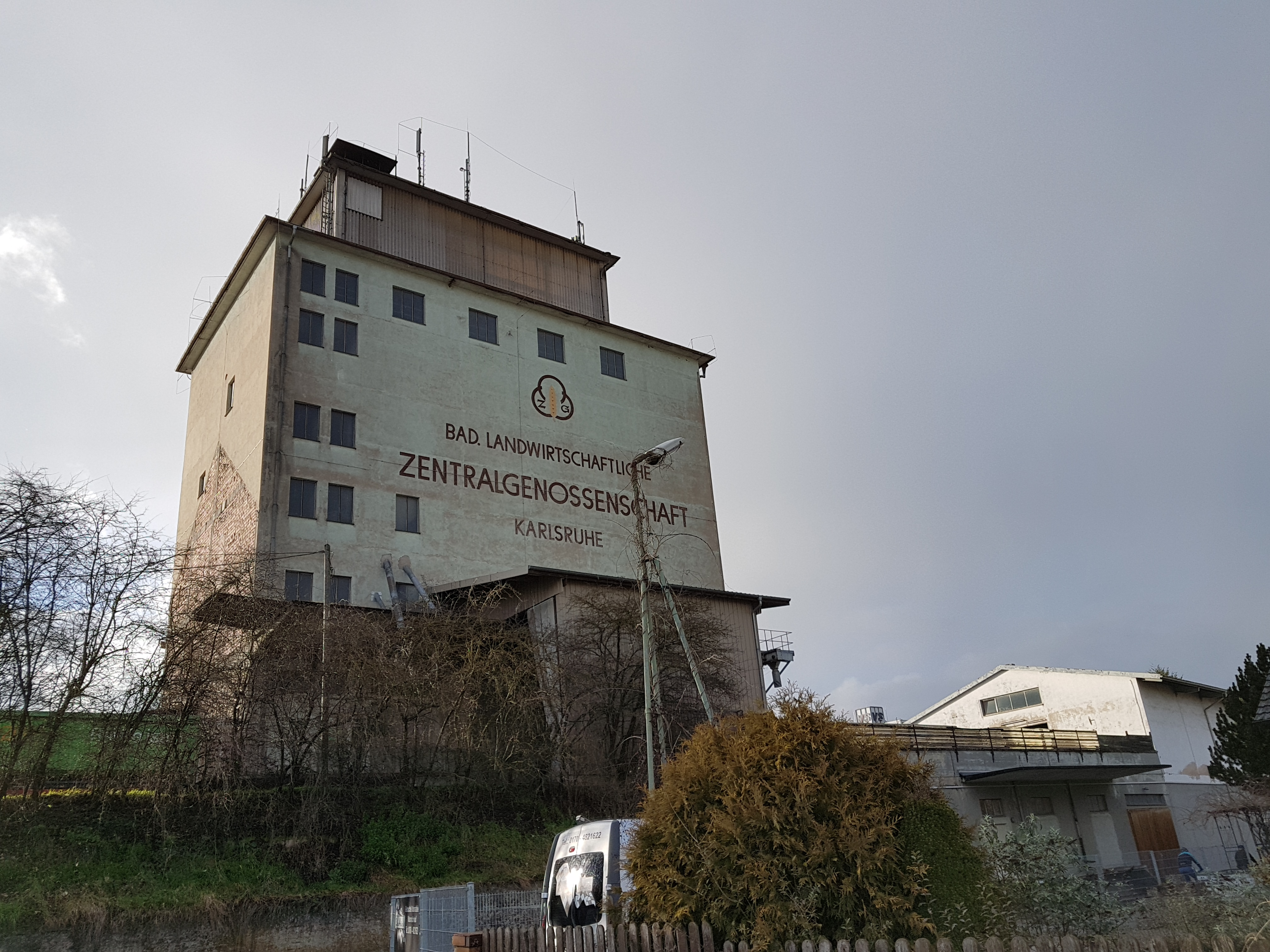
Ein Gebäude der Badischen Landwirtschaftlichen Zentralgenossenschaft in Tauberbischofsheim

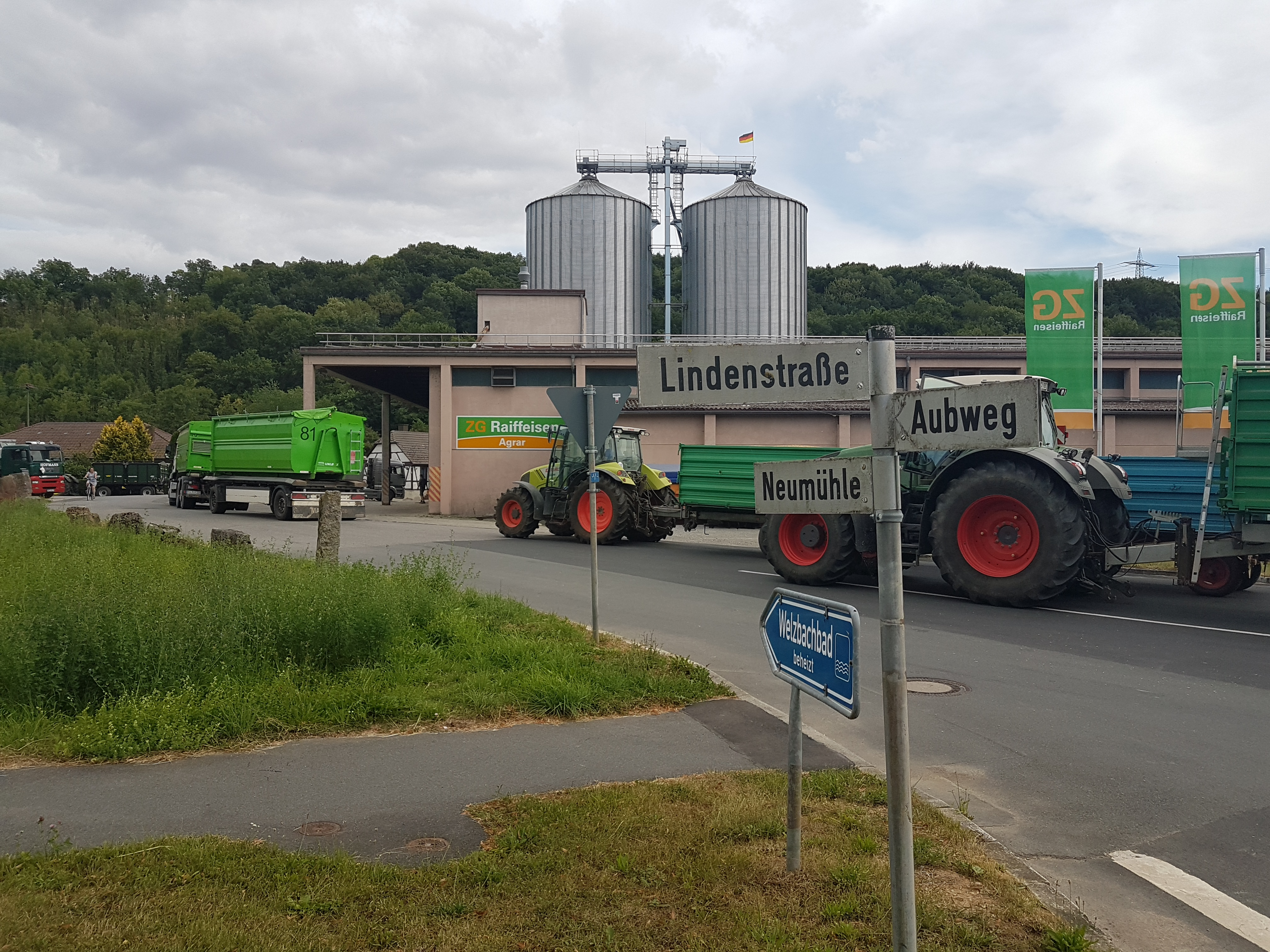
Eine Agrar-Niederlassung der ZG Raiffeisen eG in Werbach-Wenkheim

Die ZG Raiffeisen eG ist die Nachfolgeorganisation der Badischen landwirtschaftlichen Zentralgenossenschaft eGmbH (BLZ). Gegründet wurde sie als genossenschaftliche Selbsthilfeorganisation der badischen Landwirte. Die BLZ entstand 1929 durch Zusammenschluss der Bezugs- und Absatzgenossenschaft des Badischen Bauernvereins Freiburg und der Badischen Landwirtschaftlichen Hauptgenossenschaft Karlsruhe als Genossenschaft. Als eigentliches Gründungsdatum gilt jedoch der 1. Januar 1911. An diesem Tag nahm die erste Zentralgenossenschaft auf badischem Boden ihre Arbeit auf, die Zentral-Bezugs und Absatz-Genossenschaft des Badischen Bauern-Vereins eGmbH. 1975 wurde die BLZ durch Mitgliederbeschluss zunächst in Raiffeisen-Zentralgenossenschaft eG umbenannt, 2004 erhielt sie dann ihren heutigen Namen ZG Raiffeisen eG.
Die ursprüngliche Versorgung der überwiegend kleinbetrieblich strukturierten Landwirtschaft in Baden mit Saatgut, Dünger, Pflanzenschutzmittel, Futtermittel sowie Erntevermarktung insbesondere der Getreideerfassung, wurde ab 1950 um die Technikabteilung mit Landmaschinenverkauf erweitert. Später kamen Angebote von Energie, Baustoffen sowie der klassische Einzelhandel in den Raiffeisen Märkten hinzu, die teilweise selbständig bilanzieren.
Auch nach der Gründung des Landes Baden-Württemberg blieb das Vertriebsgebiet der ZG Raiffeisen auf den Landesteil Baden beschränkt. Innerhalb Deutschlands verfügt die ZG Raiffeisen über das flächenmäßig kleinste Vertriebsgebiet unter den sechs landwirtschaftlichen Hauptgenossenschaften. In den 1990er Jahren wurden die Geschäftsbeziehungen durch entsprechende Kooperationen nach Frankreich, in die Schweiz und nach Österreich ausgedehnt.
Im Jahr 2009 erzielte die ZG Raiffeisen mit 1653 Mitarbeitern 914 Mio. Euro Umsatz (2008 1083 Mio.). Durch Beteiligungsunternehmen wie die Raiffeisen Baucenter GmbH und weitere kleinere Beteiligungen in den Geschäftsbereichen Agrar, Energie, Markt und Technik konnte die ZG Raiffeisen-Gruppe im gleichen Jahr erstmals die Umsatzmarke von 1 Mrd. Euro überspringen. Die in Karlsruhe beheimatete Genossenschaft versteht sich als Servicepartner für die Landwirtschaft, für Kommunen, Garten- und Landschaftsbauer sowie für Forstbetriebe. Sie ist in den folgenden Geschäftsfeldern aktiv: Pflanzliche Produktion, Vermarktung, Tiernahrung, Technik, Baustoffe, Energie und ZG Raiffeisen Märkte. Sie ist im Genossenschaftsregister (Nr. 100020) eingetragen und Mitglied im Deutschen Raiffeisenverband, in dem der ZG Raiffeisen-Vorstandsvorsitzende Ewald Glaser ebenfalls Leitungsfunktionen bekleidet.
Zum 1. Januar 2012 wurden die bisherigen Geschäftsbereiche Energie und Technik als eigenständige GmbHs ausgegliedert. Beide bleiben dabei 100-prozentige Tochterunternehmen der ZG Raiffeisen eG. Die neuen GmbHs sollen damit effizienter und flexibler auf Marktentwicklungen reagieren können.
Seit 2015 betreibt die ZG Raiffeisen in einem Joint Venture mit der Fenaco das deutsch-schweizerische Logistikzentrum LahrLogistics in Lahr.
Am 13. Januar 2020 wurde bekannt, dass das Bundeskartellamt gegen die ZG Raiffeisen ein Bußgeld in Millionenhöhe verhängt hat. Die Behörde sieht es als erwiesen an, dass die Warengenossenschaft an illegalen Preisabsprachen von bundesweit sieben Pflanzenschutzmittel-Großhändlern von 1998 bis März 2015 beteiligt war. Demnach wurden jeweils im Frühjahr und Herbst die Preislisten für Pflanzenschutzmittel miteinander abgestimmt. Nach einem abgeschlossenen Revisionsverfahren wurde am 15. April 2020 bekannt, dass sich die ZG Raiffeisen mit dem Bundeskartellamt auf eine Strafzahlung von 4,9 Mio. € geeinigt hat.